# 최흥원 정려각
최흥원 정려각(崔興遠 旌閭閣)은 대한민국 대구광역시 동구 둔산동에 있는 조선시대의 정려각이다. 2006년 4월 20일 대구광역시의 문화재자료 제40호로 지정되었다.

## 개요
이 건물은 1789년(정조 13년) 최흥원 선생의 효행을 기리기 위해 세운 정려각으로 옻골(둔산동)의 마을 안길 우측에 동계를 끼고 서향으로 좌정하고 있다. 서쪽 정면 중앙의 사주문과 마주하여 단칸 규모의 비각을 두고, 주위에 한식 토석담장을 방형으로 둘러 일곽을 형성하였다.
비각은 단칸 규모의 겹처마 맞배집으로 얕은 기단 위에 화강석 다듬돌 초석을 놓고 원주를 세워 벽면을 구성하였는데 벽면의 상부에는 모두 홍살을 설치하였다. 원주 위에는 이익공을 올리고, 창방과 도리 사이는 원형화반을 놓아 장식하였다. 포작은 연봉을 올린 앙서형의 초익공과 수서형의 2제공으로 꾸몄으며, 제공 위의 보머리는 봉두 끼워 장식하였다. 상부 가구는 삼량가로 결구하여 겹처마를 올리고 맞배지붕을 이었으며, 지붕의 양 측면에는 풍판을 설치하였다. 단청은 내·외부 모두 모로단청을 하였다.

## 참고 문헌
- 최흥원정려각 - 국가유산청 국가유산포털